# باب الحلة
باب الحلّة أحد أبواب مدينة بغداد القديمة في صَوب الكرخ، كان الطريق الواصل إليها يؤدي إلى طريق مدينة الحلة فسُمي عليها. نشأت منطقة علاوي الحلة قرب الباب، ونُسبت إليه.